# Anthony Lambot
Anthony Lambot (Charleroi, 3 novembre 1994) è un cestista belga.

## Palmarès
- Coppa del Belgio: 2

Limburg United: 2022, 2024